# Zamek w Dinslaken
Zamek w Dinslaken (niem. Burg Dinslaken) – zamek w Nadrenii Północnej-Westfalii, w zachodniej części Niemiec, w Dinslaken. Jest jednocześnie komórką rozrodczą tego miasta. Wybudowany na terenie podmokłym pomiędzy Renem, Rotbach, Emscher i Lippe jako rezydencja rycerska typu motte był w średniowieczu jednym z najważniejszych zamków Księstwa Kleve. W epoce nowożytności budowla nie była już taka ważna, jak wcześniej i wykorzystywano ją tylko jako urząd (niem. Rentamt) i siedzibę dla rycerzy. Wielokrotnie uszkodzony przez podpalenia był w XVII i XVIII wieku odbudowywany i rozbudowywany. Na początku XX wieku został nabyty przez miasto Dinslaken i przebudowany na dom okrągły. Po dużych szkodach po II wojnie światowej zamek odbudowano w nowoczesnej formie i służy dzisiaj między innymi jako ratusz miasta. Od 4 kwietnia 1984 budowla spełnia funkcję pomnika i jest pod ochroną.

## Historia

### Początki
W jednym z dokumentów z 1163 Antonius de Dincelachen po raz pierwszy wspomniał o kimś, kto nazwał się po ówczesnym zamku. Jest jednak możliwe, że ten akt został sfałszowany, który powstał na początku 1190. Antonius pochodził z ministeriału i zarządzał zamkiem, według innego dokumentu z okresu od 1188 do 1191 jako castellanus. Jednak z otrzymanych kawałków dokumentów nie jest oczywiste, w czyim imieniu Antonius pełnił urząd administratora. Całkiem możliwe, że Dinslaken było Świętym Cesarstwem Rzymskim, a De Dincelachen służył cesarzom na zamku. Nie wiadomo, jak wyglądał zamek w tamtych czasach, ale na podstawie badań wiadomo, że prawdopodobnie jak rezydencja rycerska typu motte, która została wybudowana w 1200, a może i nawet w 1100. Jednak do tej pory nie ma dowodów archeologicznych.
W 1300 większość zamków w Dinslaken była zajęta, na przykład w 1226 Rutgerus, a w połowie 1300 Heinrich, który razem ze swoimi braćmi Philippem i Gottfriedem wielokrotnie był wymieniany w dokumentach. Jego rodzina straciła po 1263 urząd zamkowy i najprawdopodobniej została przez hrabiego Dytryka V usunięta, wtedy hrabia Dytryk V przejął zamek w Dinslaken. Dinslaken przez małżeństwo Dytryka IV z 
dziedziczką Dinslaken, Matyldą, weszło w posiadanie domu hrabiów, jednak do dzisiaj nie można udowodnić tego historycznie. Na południe od zamku znajdowała się prawdopodobnie wcześniej osada, która w 1273 otrzymała za panowania Dytryka V prawa miejskie.

### Wśród hrabiów i książąt Kleve

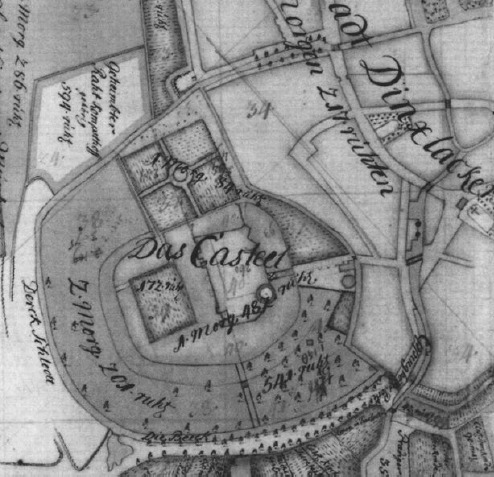
Zamek w Dinslaken (1734)

W 1400 dom hrabiów służył wdowom i był obiektem zastawu. Tak jest przekazywane, że budowla została tymczasowo przyrzeczona Everwinowi z Götterswick, i Mechthild z Virneburg, młodej wdowie, Otta, hrabi Kleve, otrzymała miasto i zamek Dinslaken z kilkoma naczyniami i farmami w okolicy jako Wittum (zaopatrzenie wdowy). Ona nie tylko otrzymywała tam dochody, lecz mieszkała na zamku i wyćwiczyła sobie zasady, które tam panowały. W 1337 sprzedała prawa do Dinslaken swojemu szwagrowi, Janowi, który w następnym roku przekazał obiekt swojemu bratu, hrabiemu, Dytrykowi VII i w ten sposób zamek znowu znajdował się w posiadaniu hrabiów i książąt Kleve. Następnie budowla nie była już używana jako rezydencja rodziny hrabiów, ale tylko jako urzędowa rezydencja i centrum administracyjne.
Po śmierci hrabiego, Jana (hrabiego Kleve) jego miejsce zajął Adolf I, musiał jednak prawobrzeżne obszary hrabiostwa na dwóch swoich braci Dietricha I i Engelberta III odstąpić. W ten sposób Dinslaken dostał w 1371 Dietrich I, który to zamek znowu od czasu do czasu jako miejsce zamieszkania wykorzystywał i nawet wybijał tam monety. Po czym swoje prawa do zamku i miasta na początku 1404 odstąpił w ramach odszkodowania swojemu siostrzeńcowi, hrabiemu Adolfowi II i budowla znowu należała do hrabiów Kleve. Od teraz była ponownie wykorzystywana głównie jako siedziba administracyjna, w której urzędowali urzędnicy (Rentmeister). Niemniej jednak, Adolf II miał znacznie rozbudowany obiekt około 1420 i wyposażony w uderzającą wieżę zamkową, która służyła mianowicie też jako prawobrzeżny bastion hrabiów Kleve przeciw elektoratowi Kolonii i od zewnątrz do 1600 na sporadycznych wyprawach myśliwskich była odwiedzana.
Podczas instytucji prawnych zamek w Dinslaken został w 1444 ostatni raz czasowo oddzielony od terytorium Kleve, kiedy to wojewoda Adolf II swojego najmłodszego syna, Jana I z Burgundii, z dworu sprowadził z powrotem, żeby jemu prowadzenie wojny przeciwko arcybiskupowi Kolonii Dytrykowi II z Moers przekazać. Dytryk II otrzymał odpowiednie wyposażenie, mianowicie prawobrzeżne obszary Kleve z Duisburga aż do Rees i przez to też Dinslaken. Jednak majątek i zamek wróciły do księstwa zaledwie cztery lata później, kiedy to Jan I zastąpił swojego ojca jako książę. Pod koniec 1500 wiadomo było, że budynki zostały w międzyczasie zaniedbane, w latach 1495-1496 konieczne były liczne remonty. Dodatkowo ogień zniszczył obszar w 1517. Prawdopodobnie po tym incydencie zbudowano północno-zachodnie skrzydło zamku. Okrągła wieża służyła w 1600 wielokrotnie jako więzienie. Między innymi w latach 1516-1521 domniemana czarownica, Ulant Dammartz była tam uwięziona. W 1574 do 1580 anabaptysta, Jan Willemsen został tam zamknięty, zanim został stracony.

### Od 1700 do dziś

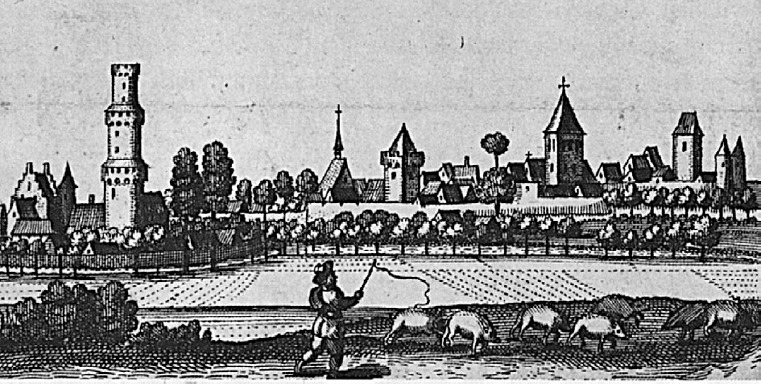
Miedzioryt z zamkiem i miastem Dinslaken (ok. 1660), szkic Hendricka Feltmana

Po wymarciu książąt w 1609 Jülich-Klevischer Erbfolgestreit, który w 1666 osiągnął w końcu, że Dinslaken upadło do elektoratu brandenburskiego. W 1700 było już udowodnione, że w sali zamku od 1612 okazjonalnie odbywały się reformowane msze święte. Często twierdzono, że zniszczenia obiektu w 1627 podczas wojny trzydziestoletniej były spowodowane przez wojska holenderskie, jednak żadne dokumenty na ten temat nie ocalały. Jedno doniesienie z 1629 mówi jedynie ogólnie o złym stanie budowlanym. Krótko przed 1650 dach wieżowy wieży głównej został przez ogień zniszczony i przy tym dachy budowli, które były połączone z bramami (Torhäuser), pokój, w którym pisano też ucierpiał. Przebudowania na zamku odbyły się w latach 1700-1800 wielokrotnie. Prawdopodobnie w 1700, przy pierwszych pracach powstało północno-wschodnie skrzydło zamku. W 1709 zostało zbudowane skrzydło południowo-zachodnie z zabudowaniami gospodarczymi.
W 1820 część wieży się zawaliła, ponieważ w 1770 uszkodziła ją błyskawica i nie została zreperowana. W 1820 zrezygnowano z jej resztek. 19 lutego 1839 na zamku przyszedł na świat popularny polityk kultury, Friedrich Althoff. Jego rodzina od strony matki, z rodziny Buggenhagen, posiadała zamek w Dinslaken w tamtym czasie, w drugim pokoleniu. W 1853 sprzedali obiekt Friedrichowi de Fries, który używał go rolniczo, a w budynkach założył destylarnię. W 1859 pojawiły się plany, żeby założyć tam zakład dla obłąkanych, ale zostały one ponownie odrzucone. Też zamiar, żeby umieścić tam szkołę, został nie zrealizowany. W 1906 miasto Dinslaken nabyło zamkową posiadłość i w latach 1907-1909 przebudowało ją, żeby następnie wykorzystać jako siedzibę administracji dzielnicy. Przy czym nie urządzono tylko mieszkanie na północno-zachodnim skrzydle dla administratora dzielnicy, lecz zrezygnowano też z budynków gospodarczych, żeby na ich miejscu wybudować nowy dom z pokojami administracyjnymi i salą konferencyjną. W kwietniu 1909 miała zostać administracja uruchomiona, ale w nocy przed inauguracją obszar z 6 kwietnia na 7 kwietnia 1909 znowu się palił. Po kolejnej tragedii natychmiast zaczęto odbudowę, żeby jesienią, tego samego roku mogła administracja zająć nową siedzibę.
Podczas II wojny światowej, w marcu 1945 zamek, jak i miasto Dinslaken zostało całkowicie zniszczone. Od kwietnia 1950 do 1952 postanowiono wszystko odbudować na podstawie starego zarysu, jednak większość w nowoczesnej formie. Niektóre części budowli pozostały połączone z nowymi. Jeszcze do rozwiązania powiatu Dinslaken, w 1974 obszar służył jako dom okrągły. Od 1984 znajduje się tutaj ratusz, urząd stanu cywilnego i archiwum miejskie.

## Opis zamku

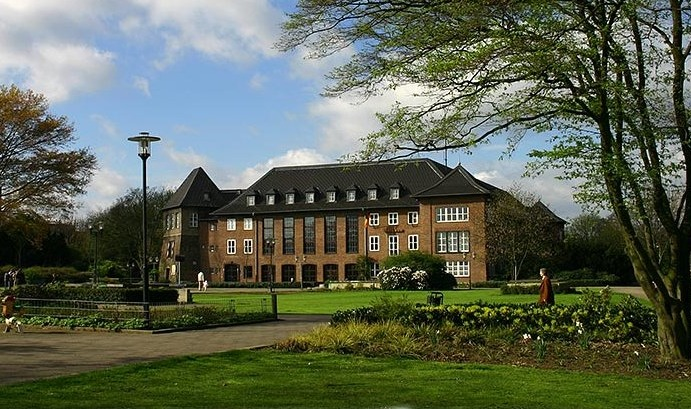
Zamek w Dinslaken od strony północno-wschodniej

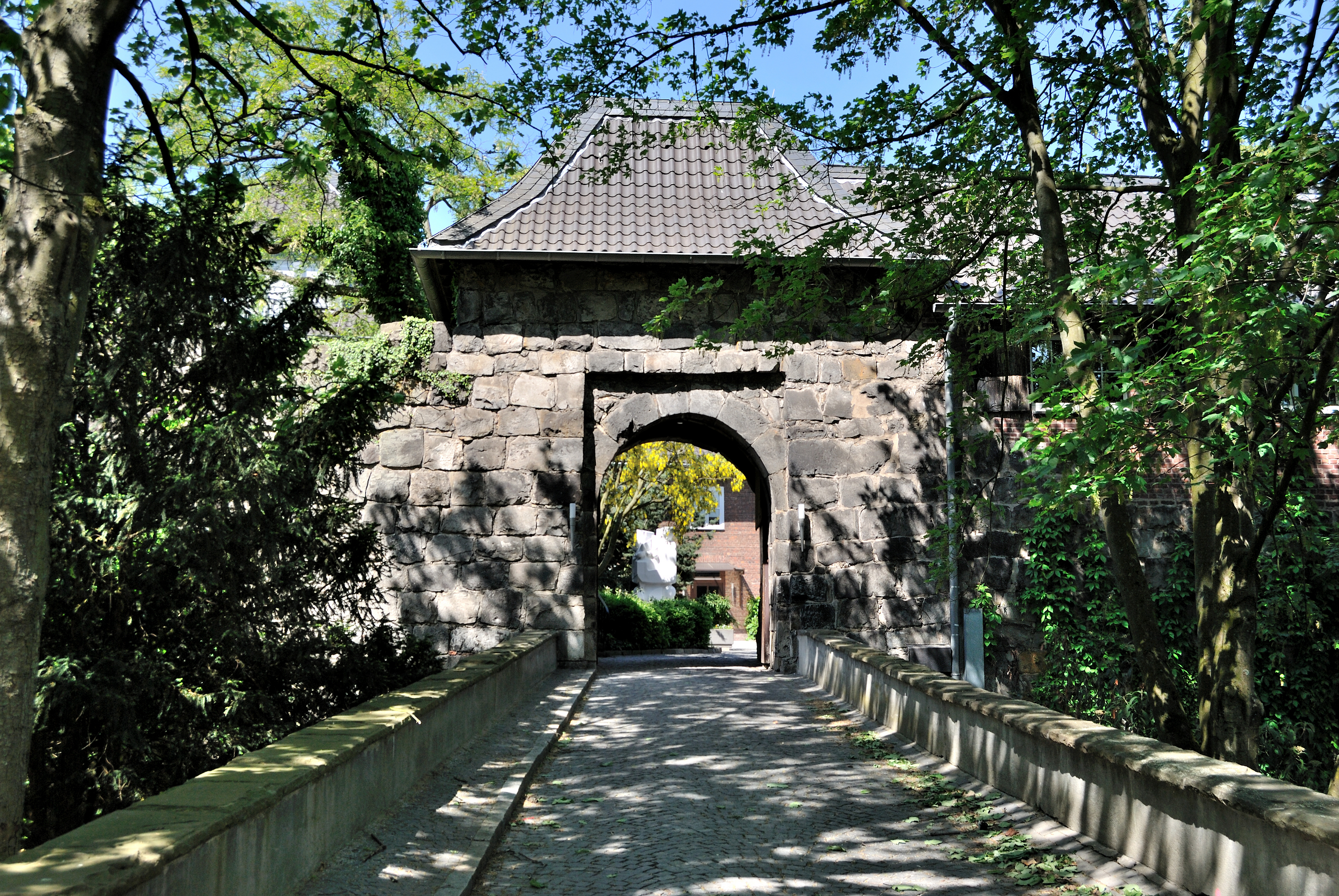
Brama główna zamku w Dinslaken

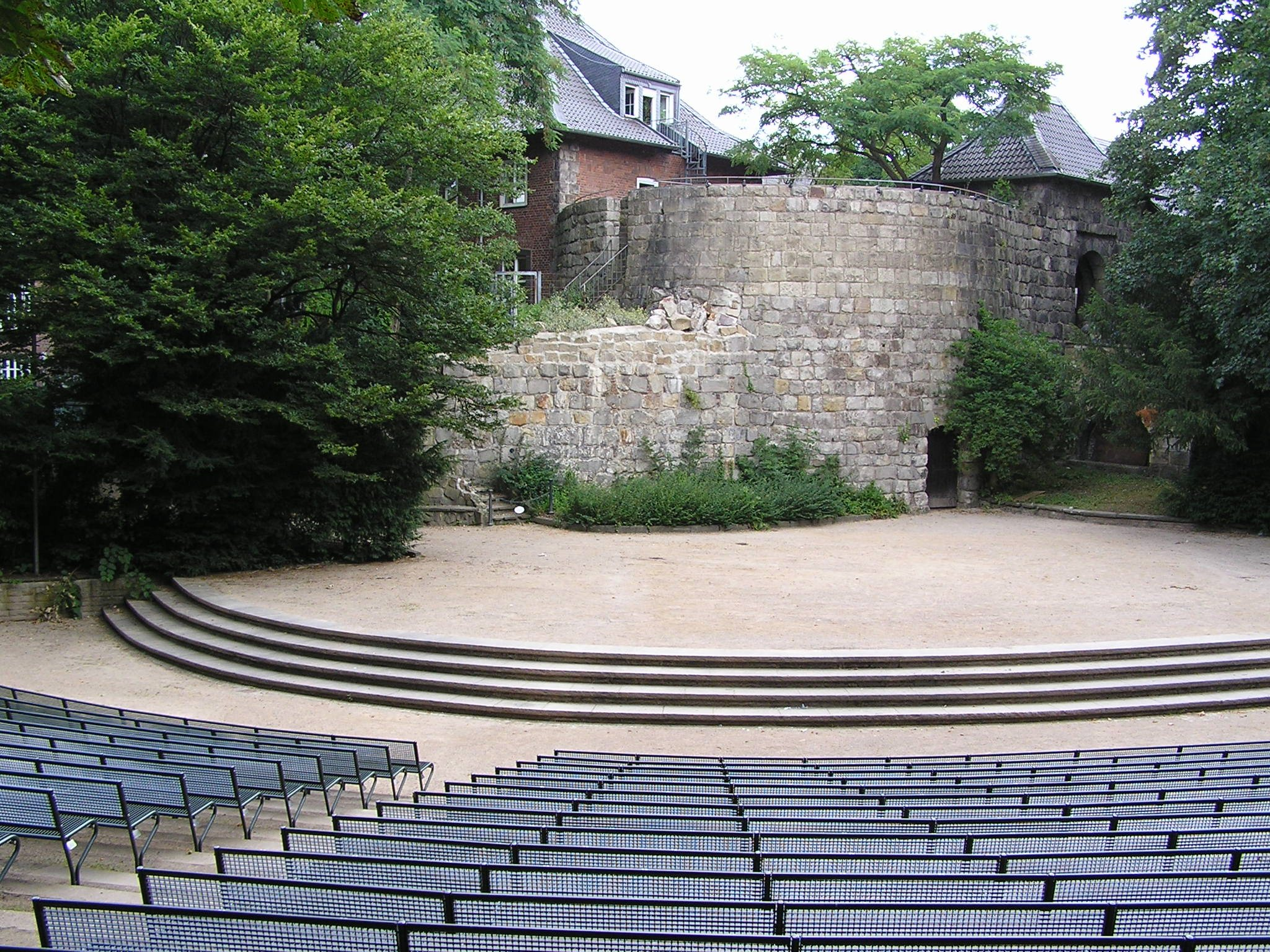
Teatr na świeżym powietrzu, znajdujący się obok zamku

Zamek stoi w środku Dinslaken i posiada czteroskrzydłowy obszar z nieregularnym zarysem. Otoczony jest parkiem miejskim Dinslaken, od zachodniej części zamku, od 1934 znajduje się teatr na świeżym powietrzu. Przez obszerne zniszczenia po II wojnie światowej są stare zabudowania dzisiaj tylko jeszcze na stronie południowo-wschodniej z kikutem wieży, przy bramie i przy kwadratowej wieży, przy wschodnim narożniku. Od tej strony znajduje się staw, kiedyś znajdowała się tam fosa.
Mapa katastralna Kleve z 1734 pokazuje zamek Dinslaken jeszcze jako trzyskrzydłowy obiekt, który dookoła od zatoki Rotbach otoczony był fosą. Fosa zamykała kwadratową wyspę ogrodową od północy. Dodatkowo od wschodu fosy znajdował się formalny ogród. Dwupiętrowe skrzydło północno-wschodnie pochodziło z pierwszej połowy 1600 roku i posiadało szczyt, a także od strony podwórza wieżę ze schodami. Dwupiętrowe skrzydło północno-zachodnie ze swoimi wysokimi oknami było może w 1700 wzniesione. Posiadało dach czterospadowy z małą sygnaturką. Najbardziej uderzającym elementem zamku była jednak od 1500 okrągła wieża główna o wysokości około 40 metrów. Składał się z trzech partii, których mury prawdopodobnie były postawione z cegły i które miały mniejszą średnicę wraz ze wzrostem wysokości. Wszystkie były wyciszone, korytarze dla obrońców były kiedyś prawdopodobnie ostro zakończone hełmem. W wieży przez długi czas mieściło się więzienie, w którym też odbywały się żenujące przesłuchania, ponieważ zamek Dinslaken działał w tym samym czasie co siedziba sędziego.
Przed wieżą główną został z czasów po wojnie odłamek czegoś, ale już nie wiadomo, co to jest. Stoi na południowym narożniku zamku obok bramy zamkowej. Do niego prowadzi z południa 46 metrowa, długa rampa i most łukowy. Te obiekty tak, jak brama, fundamenty wieży okrągłej powstały z dużego, ciosanego bazaltu. Łuk bramy jest zakończony płaskim czterospadowym dachem i pokazuje jeszcze przysłonę niegdysiejszego mostu zwodzonego. Prawdopodobnie był jeszcze wcześniej wyposażony broną. Budowa bramy zamkowej miała miejsce około 1250 i jest jedną z tych, która zachowała się z XIII wieku, z regionu dolnego Renu. Na wschodnim rogu obiekt posiadał potężną kwadratową wieżę, dopóki nie została zniszczona przez wojnę piwnica, której grube mury miały 2,30 metrów długości i sklepienie kolebkowe z tufu wulkanicznego. Ta część może nawet pochodzić z 1200, a reszta z wieży rycerskiej.